# Unge Astrid
Unge Astrid er en biografisk film om den svenske forfatter Astrid Lindgrens ungdom. Filmen er fra 2018.

## Medvirkende
- Alba August som Astrid
- Trine Dyrholm som Marie
- Maria Bonnevie som Hanna
- Henrik Rafaelsen som Blomberg
- Magnus Krepper som Samuel
- Björn Gustafsson som Sture
- Marius Damslev som Lasse 3 år
- Maria Fahl-Vikander som Astrid som gammel
- Willy Ramnek Petri som Gunnar
- Liv LeMoyne som Saga